# Antonin Savary
Antonin Savary (* 23. Februar 2002) ist ein Schweizer Skilangläufer.

## Werdegang
Savary, der für den SC Riaz startet, nahm von 2019 bis 2022 an U18- und U20-Rennen im Alpencup teil und erreichte dabei in der Saison 2020/21 den dritten Platz sowie in der Saison 2021/22 den vierten Platz in der U20-Gesamtwertung. Beim Europäischen Olympischen Winter-Jugendfestival 2019 in Sarajevo kam er auf den 63. Platz im Sprint, auf den 28. Rang über 7,5 km Freistil sowie auf den 18. Platz über 10 km klassisch und
bei den Olympischen Jugend-Winterspielen 2020 in Lausanne auf den 19. Platz über 10 km klassisch, auf den zehnten Rang im Sprint sowie auf den siebten Platz im Cross. Zudem belegte er bei den Nordischen Junioren-Skiweltmeisterschaften 2021 in Vuokatti den 33. Platz im 30-km-Massenstartrennen, den 28. Rang über 10 km Freistil, den 23. Platz im Sprint sowie den neunten Platz mit der Staffel und bei den Nordischen Junioren-Skiweltmeisterschaften 2022 in Lygna den 21. Platz im Sprint, den 11. Rang im 30-km-Massenstartrennen sowie den achten Platz mit der Staffel. Zu Beginn der Saison 2022/23 nahm er in Davos erstmals am Skilanglauf-Weltcup teil und holte dort mit dem 47. Platz im Sprint seine ersten Weltcuppunkte. Im weiteren Saisonverlauf erreichte er mit vier Top-Zehn-Platzierungen, darunter Platz drei über 10 km Freistil in Prémanon sowie Rang eins über 10 km Freistil in Toblach den sechsten Platz in der Gesamtwertung des Alpencups. Außerdem wurde er in Ulrichen Schweizer Meister über 15 km Freistil und kam bei den U23-Weltmeisterschaften 2023 in Whistler auf den 27. Platz im Sprint sowie auf den sechsten Rang über 10 km Freistil. In der folgenden Saison lief er in Davos mit dem 20. Platz im Sprint erstmals im Weltcup unter den ersten 20 und beim Alpencup in Ulrichen auf den zweiten Platz im 20-km-Massenstartrennen. Bei den Junioren-Skiweltmeisterschaften 2024 in Planica belegte er den 23. Platz im 20-km-Massenstartrennen sowie den 20. Rang im Sprint und bei den U23-Weltmeisterschaften 2025 in Schilpario den achten Platz im 20-km-Massenstartrennen, den siebten Rang über 10 km Freistil sowie den fünften Platz mit der Mixed-Staffel.

## Siege bei Continental-Cup-Rennen
| Nr. | Datum         | Ort     | Disziplin      | Serie    |
| --- | ------------- | ------- | -------------- | -------- |
| 1.  | 18. März 2023 | Toblach | 10 km Freistil | Alpencup |